# Jan Švub
Jan Švub (ur. 27 maja 1982 r.) − czeski kulturysta.

## Życiorys
Pochodzi z Jesionika. W dzieciństwie uprawiał gimnastykę. Treningi siłowe rozpoczął na początku lat dwutysięcznych.
Członek Międzynarodowej Federacji Kulturystyki i Fitnessu. W 2013 roku zdobył złoty medal podczas Grand Prix Čelákovic, w kategorii wagowej do 80 kg. We wrześniu 2019 wziął dział w zawodach IFBB Diamond Cup, organizowanych w Warszawie. Wywalczył brązowy medal w kategorii wagowej do 95 kg. Pod koniec listopada 2019 nagrodzono go dwoma medalami, złotym i brązowym, podczas zawodów Diamond Cup Prague. Pierwszy (złoto) zdobył w kategorii zawodników do 90 kg, a w drugi − w kategorii ogólnej. Według dziennikarza sportowego Lukáša Bačy siłą Švuba są wąska talia, „estetyczna sylwetka” i „elegancja, którą może pochwalić się niewielki procent kulturystów”.
Jesienią 2021 roku brał udział w zawodach IFBB Diamond Cup w Pradze. Zwyciężył w dwóch kategoriach: „kulturystyka mężczyzn do 100 kg”, a także w kategorii ogólnej.
Mieszka w Pradze, pracuje jako trener osobisty. Jest jednym z nielicznych czeskich kulturystów, którzy ujawnili swoją homoseksualną orientację. Jego partner, Petr Hráček, pracuje w przedsiębiorstwie bankowym.

## Warunki fizyczne
- wzrost: 173 cm[1]
- waga konkurencyjna: 95 kg[3]
- obwód bicepsa: 52 cm[12]

## Osiągnięcia
- 2013, Grand Prix Čelákovic (HI-TEC Nutrition GP), kategoria wagowa do 80 kg − I m-ce[4]
- 2013, Grand Prix PEPA, kategoria wagowa do 90 kg − udział[13]
- 2019, IFBB Diamond Cup, kategoria wagowa do 95 kg − III m-ce[5]
- 2019, Diamond Cup Prague, federacja IFBB, kategoria wagowa do 90 kg − I m-ce[6]
- 2019, Diamond Cup Prague, federacja IFBB, kategoria ogólna − III m-ce[6]
- 2021: Diamond Cup Prague, federacja IFBB, kategoria wagowa do 100 kg − I m-ce[8]
- 2021: Diamond Cup Prague, federacja IFBB, kategoria ogólna − I m-ce[8]